# Чешме Махале
Чешме Махале (мкд. Чешме Маале) су насеље у Северној Македонији, у источном делу државе. Чешме Махале су насеље у оквиру општине Радовиште.

## Географија
Чешме Махале су смештене у источном делу Северне Македоније. Од најближег града, Радовишта, насеље је удаљено 12 km северно.
Насеље Чешме Махале се налази у историјској области Јуруклук. Насеље је положено на јужним висовима планине Плачковице. Надморска висина насеља је приближно 910 метара. 
Месна клима је планинска због знатне надморске висине.

## Становништво
Чешме Махале су према последњем попису из 2002. године билио без становника.
Већинско становништво у насељу су били етнички Турци (100%). Они су се средином 20. века спонтано иселили у матицу.
Претежна вероисповест месног становништва био је ислам.